# Звягин, Анатолий Илларионович
Звягин Анатолий Илларионович (14 ноября 1937, пос. Панютино, Харьковская обл. — 4 мая 1991, Харьков) — физик — экспериментатор, доктор физико-математических наук, профессор, член-корреспондент АН УССР, лауреат Государственной премии УССР в области науки и техники, директор Физико-технического института низких температур АН УССР (1988—1991). Известен как автор пионерских исследований динамических (в широкой области частот, включая радиочастотный, инфракрасный и оптический диапазоны), магнитных, и тепловых свойств низкосимметричных и низкоразмерных магнитных диэлектриков.

## Биография
Анатолий Илларионович Звягин в 1959 окончил радиофизический факультет Харьковского государственного университета. После окончания университета работал инженером на одном из предприятий космической отрасли; он принимал участие в подготовке к запускам первых космических кораблей. В 1961 поступил в аспирантуру Физико-технического института низких температур (ФТИНТ) АН УССР. В 1966 защитил кандидатскую диссертацию «Особенности инфракрасных спектров антиферромагнитных соединений кобальта». Руководителями работы были Б. И. Веркин (основатель ФТИНТ, в то время директор института) и В. В. Еременко. С 1966 — руководитель отдела радиоспектроскопии полупроводников и диэлектриков (впоследствии отдел инфракрасной и радиоспектроскопии магнитоупорядоченных систем). В 1974 защитил докторскую диссертацию «Особенности энергетического спектра и фазовых переходов в магнетиках с низкой симметрией кристаллической решетки». С 1976 был заместителем директора ФТИНТ по научной работе. Звание профессора было присвоено в 1978. В 1985 был избран членом-корреспондентом АН УССР по специальности «Экспериментальная физика твердого тела». В 1991 стал лауреатом Государственной премии УССР в области науки и техники за цикл работ «Обнаружение и исследование новых типов резонансов, структур и магнитоупругих аномалий в низкоразмерных антиферромагнетиках». Автор и соавтор более 150 научных трудов. Под его руководством защищено 15 кандидатских диссертаций. Пять его учеников стали докторами наук. Был членом редколлегии журнала «Физика низких температур» («Low Temperature Physics» Архивная копия от 24 июля 2020 на Wayback Machine). А. И. Звягин вел активную педагогическую деятельность, читал лекции в Харьковском государственном университете и Харьковском политехническом институте. С 1988 до 1991 был директором ФТИНТ АН УССР.

## Научная деятельность
Научная деятельность А. И. Звягина была посвящена экспериментальным исследованиям низкосимметричних и низкоразмерных магнитодиэлектрических систем при низких температурах. Среди основных достижений Анатолия Илларионовича и его сотрудников необходимо отметить открытие новых фаз и фазовых превращений в системах редкоземельных вольфраматов и молибдатов. Большую известность получили его работы, посвященные исследованию низкочастотных ветвей энергетического спектра сильно анизотропных магнетиков и слоистых сегнетоэластиков. Принципиально важные результаты получены А. И. Звягиным при изучении низкотемпературных структурных и магнитных фазовых переходов в кристаллах с сильным спин-фононным взаимодействием. В пионерских исследованиях динамических резонансных свойств низкоразмерных (квазиодномерных и квазидвумерных) магнетиков были открыты принципиально новые обменные моды колебаний в таких магнитных системах. Также важные результаты получены А. И. Звягиным с соавторами при изучении магнитных свойств недопированых купратов, которые при оптимальном допировании проявляют свойства высокотемпературных сверхпроводников.

## Избранные публикации
1. A.G. Anders, A.I. Zvyagin, M.I. Kobets, L.N. Pelikh, E.N. Khats' ko, V.G. Yurko, Effect of Short Range Order on the Magnetic Properties of Copper Tungstates, Soviet physics JETP V. 35, N 5, 934—936 (1972).
2. А. И. Звягин, Т. С. Стеценко, В. Г. Юрко, Р. А. Вайшнорас, Низкотемпературный фазовый переход в KDy(MoO4)2 вызванный кооперативным эффетом Яна-Теллера, Письма в ЖЭТФ Т.17 вып. 5 с. 189—193 (1973) [JETP Lett. V. 17, 135 (1973)].
3. Т. С. Стеценко, А. М. Пшисуха, С. Д. Ельчанинова, А. И. Звягин, Энергетический спектр иона Dy3+ в монокристаллах системы KY(MoO4)2*KDy(MoO4)2, Оптика и спектроскопия. Т. 34, вып. 1, 227 (1973).
4. С. Д. Ельчанинова, А. И. Звягин, Т. С. Стеценко, Л. Н. Пелих, Е. Н. Хацько, Низкотемпературный структурный фазовый переход в CsDy(MoO4)2, Физика Низких Температур Т. 1, N 1, 79-82 (1975) [Sov. J. Low Temp. Phys. V. 1, 39 (1975)].
5. А. М. Пшисуха, А. С. Чёрный, А. И. Звягин, Эффект низкой симметрии в ЕПР спектре иона Er3+ в KY(MoO4)2, Физика Низких Температур Т. 1, N 4 473—477 (1975) [Sov. J. Low Temp. Phys. V. 1, 233 (1975)];
6. A.M. Pshisukha, A.I. Zvyagin, and A.S. Chernyi, Особенности спектров ЭПР кристаллов KY(MoO4)2 — KEr(MoO4)2, обусловленные низкой симметрией структуры, Физика Низких Температур Т. 2, N 3, 339—346 (1976) [Sov. J. Low Temp. Phys. V. 2, 18 (1976)].
7. А. И. Отко, Н. М. Нестеренко, А. И. Звягин, Сегнетоупругие фазовые превращения в двойных тригональных молибдатах и вольфраматах, Известия Академии Наук СССР, Серия Физическая Т. 43, N 8, 1675—1684, (1979).
8. S.D. El’chaninova, A.G. Anders, A.I. Zvyagin, M.I. Kobets, Yu.G. Litvinenko, Change in local environment of Dy3+ ions at the structural phase transition in CsDy(MoO4)2, Физика Низких Температур Т. 7, N 2, 187—191, (1981).
9. С. Д. Ельчанинова, А. И. Звягин, Фазовый переход в CsDy(MoO4)2 и электронный спектр иона Dy3+, Физика Низких Температур Т. 9, N 11, 1200—1205, (1983).
10. M.B. Zapart, W. Zapart, A.I. Zvyagin, Phase transitions in ferroelastic RbIn(MoO4)2 crystals by electron paramanetic resonance of Cr3+ ions, Physica status solidi (a) V. 82, N 1, 67-73 (1984).
11. I.M. Vitebskii, S.V. Zherlitsyn, A.I. Zvyagin, A.A. Stepanov, V.D. Fil’, Elastic characteristics of KDy(MoO4)2 in the region of structural transition, Физика Низких Температур Т. 12, 1108—1111, (1986) [Sov. J. Low Temp. Phys. V. 12, 626 (1986)].
12. А. И. Звягин, В. И. Кутько, Спектр колебаний и структурные фазовые переходы в молибдате цезия-висмута, Физика Низких Температур Т. 13, N 5, 537—540, (1987).
13. В. А. Багуля, А. И. Звягин, В. И. Кутько, А. А. Мильнер, И. В. Скоробогатова, Исследование эффекта Зеемана низкоэнергетических состояний KDy(MoO4)2 при низкотемпературном фазовом переходе, Физика Низких Температур Т. 14, N 11, 1215—1218, (1988).
14. P. Stefányi, A. Feher, A. Orendáčová, E.E. Anders, A.I. Zvyagin, Magnetic phase transition in layered CsGd (MoO4)2, Journal of magnetism and magnetic materials V. 73, N 1, 129—130, (1988)
15. V. I. Kut’ko, I. V. Skorobogatova, V. A. Bagulya, Yu. N. Kharchenko, and A. I. Zvyagin, Спектроскопические исследования низкоэнергетических состояний системы KDy(MoO4)2-KY(MoO4)2, Физика Низких Температур Т. 17, N 8, 1023—1030 (1991) [Sov. J. Low Temp. Phys. V. 17, 533 (1991)].
16. A.G. Anders, A.I. Zvyagin, Yu.V. Pereverzev, A.I. Petutin, A.A. Stepanov, AFMR and subthreshold two-magnon absorption in quasi-one-dimensional antiferromagnet CsMnCl3, 2H2O, Journal de Physique Colloques V. 39 (C6), C6-739-C6-740, (1978).
17. M.I. Kobets, A.A. Stepanov, A.I. Zvyagin, Resonance properties of NH3-(CH2)2-NH3 MnCl4, an ideal two-dimensional antiferromagnet with the Dzyaloshinsky interaction, Physica B+C 108 (1-3), 843—844, (1981)
18. А. И. Звягин, М. И. Кобец, В. Н. Криворучко, А. А. Степанов, Д. А. Яблонский, Магнитный резонанс и фазовые переходы в двумерном антиферромагнетике
19. (NH3)2(CH2)3MnC14, Журнал Экспериментальной и Теоретической Физики Т. 89, 2298—2317, (1985) [Sov. Phys. JETP V. 62, N 6, 1328 (1985)].
20. V.G. Baryakhtar, A.I. Zvyagin, M.I. Kobetz, V.N. Krivoruchko, A.A Stepanov, D.A Yablonsky, Quasi-2-dimensional 4-sublattice antiferromagnet with essentially noncollinear structure (NH3)2(CH2)3MNCL4, Физика Низких Температур Т. 11, N 10, 1113—1115, (1985)
21. A.I. Zvyagin, V.N. Krivoruchko, V.A. Pashchenko, A.A. Stepanov, and D.A. Yabloskii, Orientational phase transition in a two-dimensional four-sublattice antiferromagnet (NH3)2(CH)2MnCl4 subjected to an inclined magnetic field, Журнал Экспериментальной и Теоретической Физики Т. 92, 311—318 (1987)
22. В. А. Багуля, А. И. Звягин, М. И. Кобец, А. А. Степанов, А. С. Заика, Исследование низкотемпературного фазового перехода в KDy(MoO4)2 методом ЭПР в субмиллиметровом и миллиметровом диапазонах длин волн. Физика Низких Температур Т. 14, N 5, 493—498 (1988) [Sov. J. Low Temp. Phys. V. 14, 270 (1988)].
23. N. Chattopadhyay, P.J. Brown, A.A. Stepanov, P. Wyder, J. Voiron, A.I. Zvyagin, S.N. Barilo, D.I. Zhigunov, and I. Zobkalo, Magnetic phase transitions in Gd2CuO4, Physical Review B V. 44, 9486 (1991).